# سپاه زرهی سلطنتی بریتانیا
سپاه زرهی سلطنتی (انگلیسی: Royal Armoured Corps) مجموعه‌ای از ۱۳ هنگ زرهی، زیرمجموعه نیروی زمینی بریتانیا است، که در سال ۱۹۳۹ تأسیس شد. ستاد فرماندهی سپاه زرهی سلطنتی در بووینگتن قرار دارد.